# Roger Yasukawa

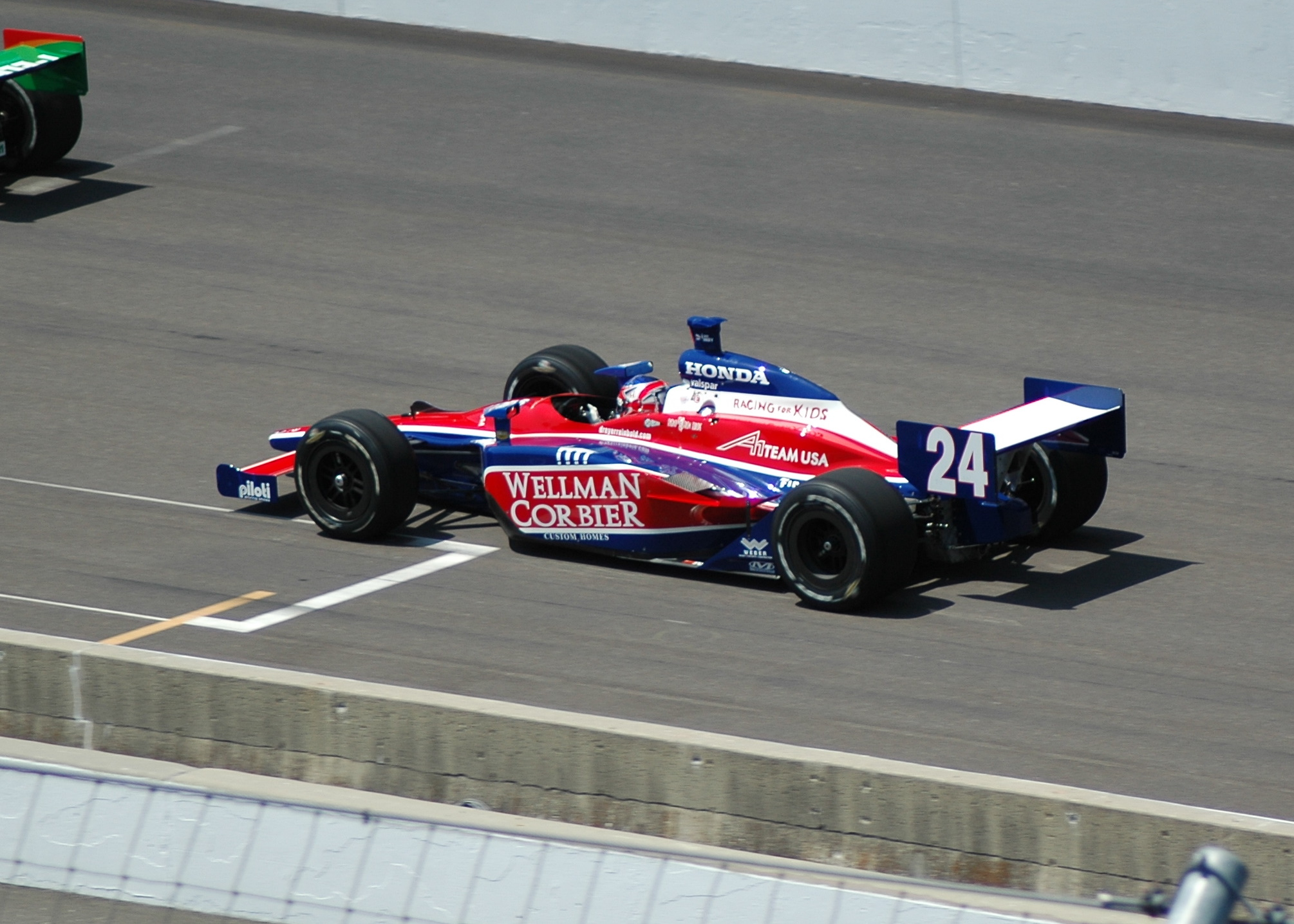
Carro de Roger Yasukawa na IndyCar Series de 2007.

Roger Yasukawa (Los Angeles, 10 de outubro de 1977) é piloto nipo-estadunidense de corridas automobilísticas.